# 鶴島
鶴島（つるしま）は岡山県備前市の日生諸島に属する無人島。個人が所有している。北西岸にわずかに砂浜があり、全体的にはなだらかな丘陵だが、播磨灘に面する東海岸は断崖である。キリスト教徒の受難地として有名。

## 歴史
江戸時代は岡山藩の鶴島守護役が個人所有する無人島だった。浦上四番崩れと呼ばれる長崎浦上村のキリスト教弾圧の際、捕らえられたキリシタンのうち117人が1869年（明治2年）に岡山藩に預けられ、翌年9月に鶴島に送られた。1873年（明治6年）に信教の自由が認められるまで、開墾と改宗を強制されて18人が死亡している。島の南東の斜面に墓地があり、自然石による墓石や殉教者碑、十字架が建立されている。改宗の祠などともに墓地は備前市の史跡に指定されている。この殉教者碑や十字架は1969年（昭和44年）に、建立された物であり、毎年慰霊が行われている。この他に、明治初期に日蓮宗不受不施派の僧侶である坂本真楽も鶴島に送られており、同人の石碑も建立されている。
その後、個人所有を経て農林省の所有となったが、1942年頃に再び個人が所有するようになり、ミカン農園の開墾などが進められた。第二次世界大戦後には入植も進められ、1960年（昭和35年）時点の人口は9人であった。松くい虫による防風林の被害などでミカン栽培が行なわれなくなった後も、1990年（平成2年）までは所有者の家族が観光客を対象に民宿を営んでいた。その後は無人島となっており、周辺はメバルなどの好漁場として知られる。
有人島時代は、井戸水と風力発電で生活していた。

## 交通アクセス
定期船は無く、チャーター船でのアクセスとなる。かつては、観光船が就航していたこともあった。